# Architect of Lies
Architect of Lies is het vijfde studioalbum van de Deense band Mercenary. Réné Pedersen bespeelt hierop voor het eerst de basgitaar en verzorgt de grunts. Het album werd opgenomen eind 2007 en gelanceerd op 25 maart 2008 in Denemarken.
Niklas Sundin (gitarist van de band Dark Tranquillity) deed het grafische werk voor het album. Het bevat tien nummers. De speciale editie bevat een bonustrack en een bonus-DVD.

## Tracklist
1. "New Desire" - 4:57
2. "Bloodsong" - 4:47
3. "Embrace the Nothing" - 4:51
4. "This Black and Endless Never" - 5:40
5. "Isolation (The Loneliness in December)" - 6:03
6. "The Endless Fall" - 5:08
7. "Black and Hollow" - 4:50
8. "Execution Style" - 5:50
9. "I Am Lies" - 5:43
10. "Public Failure Number One" - 5:00
11. "Death Connection" - 6:00 (special edition bonus track)